# بنجامين ديفيس ويلسون
بنجامين ديفيس ويلسون (بالإنجليزية: Benjamin Davis Wilson)‏ هو سياسي أمريكي، ولد في 1 ديسمبر 1811 في مقاطعة ويلسون في الولايات المتحدة، وتوفي في 11 مارس 1878 في سان غابريل في الولايات المتحدة. انتخب عمدة لوس أنجلوس ‏.